# Petit-Croix
Petit-Croix (deutsch früher Kleinkreuz) ist eine französische Gemeinde mit 305 Einwohnern (Stand: 1. Januar 2022) im Territoire de Belfort in der Region Bourgogne-Franche-Comté. Die Bewohner werden Petitcruciens und Petitcruciennes genannt.

## Geographie
Petit-Croix liegt auf 357 m Höhe, etwa neun Kilometer ostsüdöstlich der Stadt Belfort (Luftlinie). Das ehemalige Straßenzeilendorf erstreckt sich im Flachland der Burgundischen Pforte, auf einem Plateau, das östlich an das Tälchen der Madeleine anschließt, gegenüber von Novillard.
Die Fläche des 3,79 km² großen Gemeindegebiets umfasst einen Abschnitt der nur schwach reliefierten Landschaft im Bereich der Burgundischen Pforte (Trouée de Belfort). Die westliche Grenze verläuft meist entlang der Madeleine, die sich mit Mäandern durch eine ungefähr 400 Meter breite Talebene windet und für die Entwässerung über die Bourbeuse zur Allaine sorgt. Vom Flusslauf erstreckt sich das Gemeindeareal nach Osten auf das angrenzende Plateau, das durchschnittlich auf 360 m liegt. Es ist teils mit Acker- und Wiesland, teils mit Wald bedeckt. Nach Norden reicht der Gemeindeboden in das ausgedehnte Waldgebiet des Bois de Bessoncourt, in dem mit 376 m die höchste Erhebung von Petit-Croix erreicht wird.
Nachbargemeinden von Petit-Croix sind Bessoncourt und Frais im Norden, Foussemagne, Cunelières und Montreux-Château im Osten, Novillard im Süden sowie Fontenelle und Chèvremont im Westen.

## Geschichte
Erstmals schriftlich erwähnt wird Petit-Croix im Jahr 1105 in einer Urkunde für das Priorat Froidefontaine unter dem Namen Pilicors. Im weiteren Verlauf erschienen die Bezeichnungen Petit-Croix (1295), Petit Cropt (1390), das eingedeutschte Bittikropff (1441), Piticorp (1492) und Petitcrocq (1613). Das Dorf gehörte als Lehen teils zur Grafschaft Belfort, teils zur Herrschaft Montreux. Mitte des 14. Jahrhunderts gelangte es unter die Oberhoheit der Habsburger. Zusammen mit dem Sundgau kam Petit-Croix mit dem Westfälischen Frieden 1648 an die französische Krone. Seit 1793 gehörte das Dorf zum Département Haut-Rhin, verblieb jedoch nach dem Deutsch-Französischen Krieg 1871 als Teil des arrondissement subsistant du Haut-Rhin im Gegensatz zum restlichen Elsass bei Frankreich. Am 31. August 1915 kam bei Petit-Croix Adolphe Pégoud ums Leben, ein Flugpionier und Jagdpilot, der hier im Ersten Weltkrieg abgeschossen wurde.

## Sehenswürdigkeiten
Die Kirche Notre-Dame de la Nativité wurde 1852 neu erbaut. Sie birgt zahlreiche Ausstattungsgegenstände, die in der Base Palissy als Monument historique der beweglichen Objekte klassifiziert oder eingeschrieben sind.
Siehe auch: Liste der Monuments historiques in Petit-Croix

Kirche Notre-Dame de la Nativité
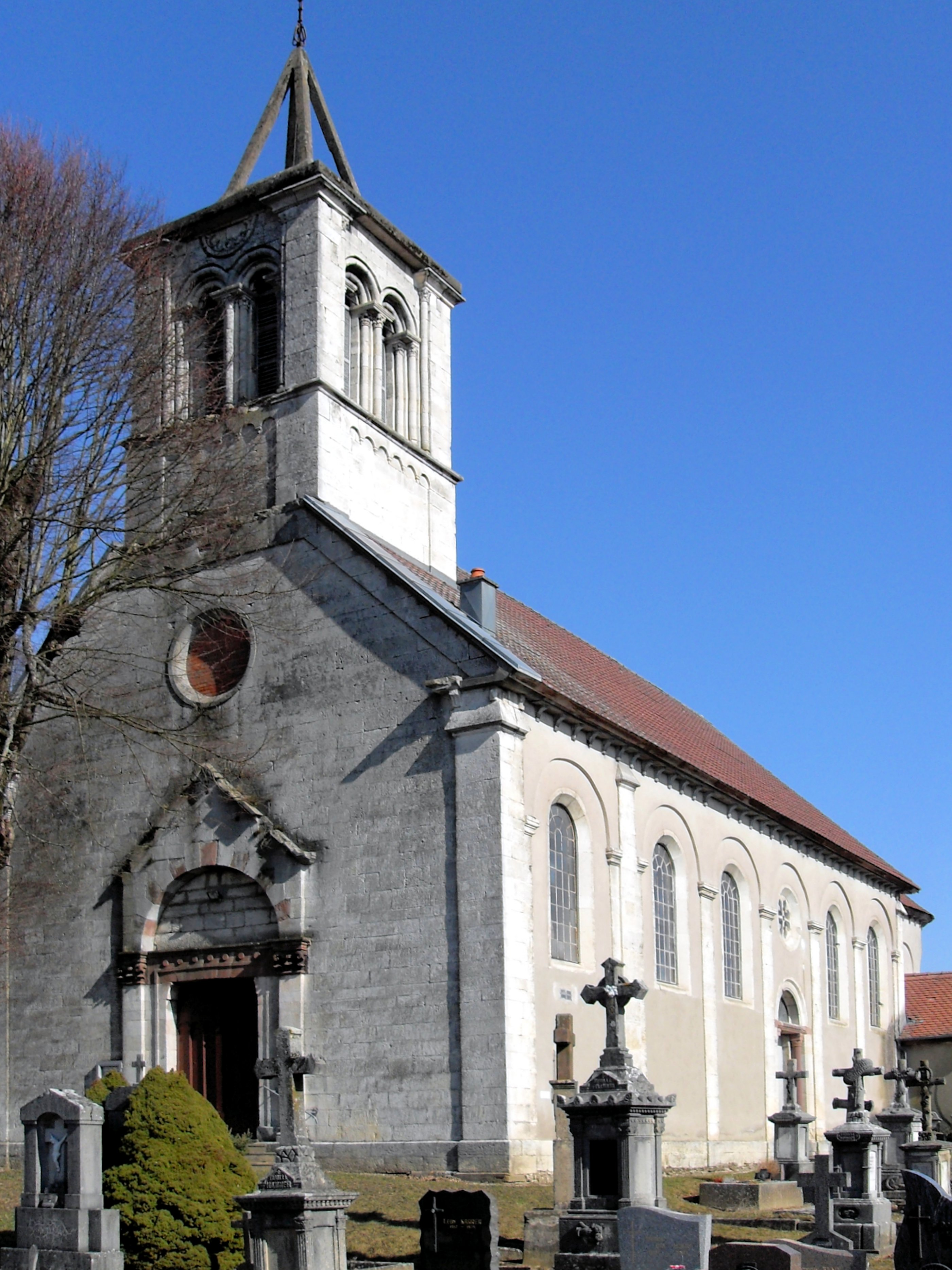
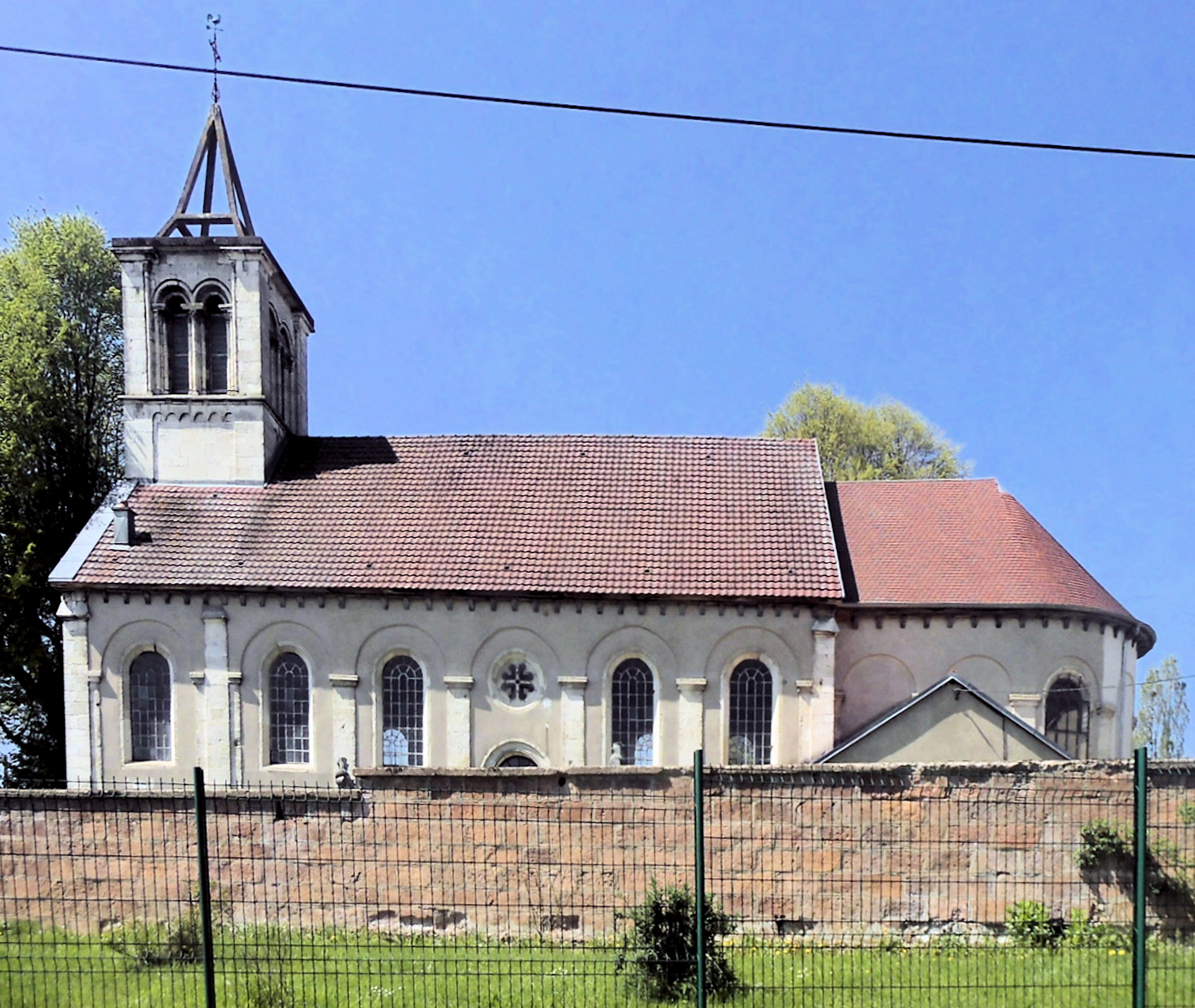
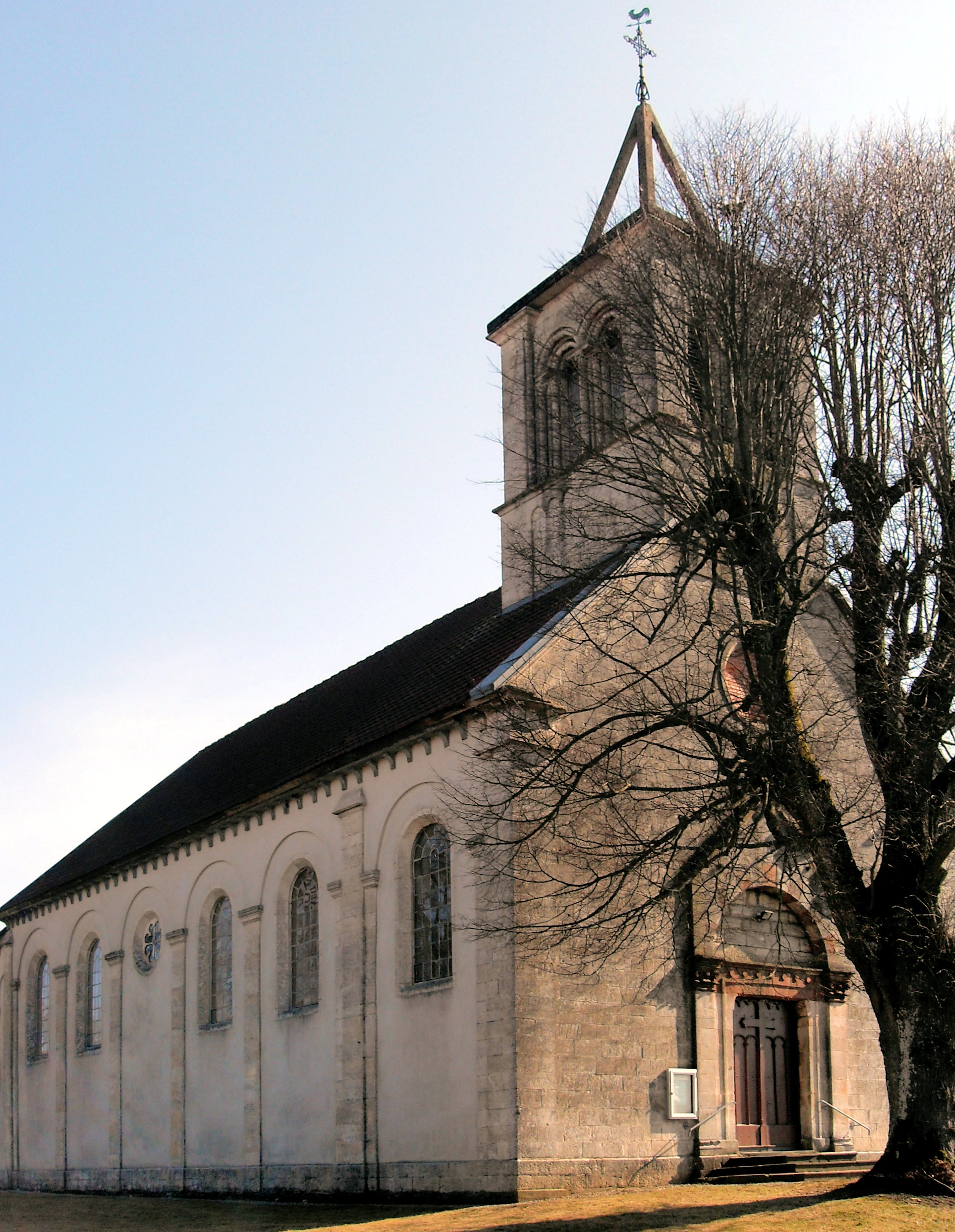

## Bevölkerung
| Bevölkerungsentwicklung | Bevölkerungsentwicklung |
| Jahr                    | Einwohner               |
| ----------------------- | ----------------------- |
| 1962                    | 154                     |
| 1968                    | 164                     |
| 1975                    | 222                     |
| 1982                    | 260                     |
| 1990                    | 308                     |
| 1999                    | 307                     |
| 2006                    | 327                     |
| 2013                    | 302                     |
| 2020                    | 298                     |

Mit 305 Einwohnern (1. Januar 2022) gehört Petit-Croix zu den kleinen Gemeinden des Département Territoire de Belfort. Nachdem die Einwohnerzahl in der ersten Hälfte des 20. Jahrhunderts abgenommen hatte (1896 wurden noch 267 Personen gezählt), wurde seit Beginn der 1970er Jahre wieder ein deutliches Bevölkerungswachstum verzeichnet.

## Wirtschaft und Infrastruktur
Petit-Croix war bis weit ins 20. Jahrhundert hinein ein vorwiegend durch die Landwirtschaft (Ackerbau, Obstbau und Viehzucht) und die Forstwirtschaft geprägtes Dorf. Daneben gibt es heute einige Betriebe des lokalen Kleingewerbes. Mittlerweile hat sich das Dorf zu einer Wohngemeinde gewandelt. Viele Erwerbstätige sind deshalb Pendler, die in den größeren Ortschaften der Umgebung und in der Agglomeration Belfort ihrer Arbeit nachgehen.
Die Ortschaft liegt abseits der größeren Straßenverbindungen an einer Departementsstraße, die von Montreux-Château nach Chèvremont führt. Der nächste Anschluss an die Autobahn A36 befindet sich in einer Entfernung von ungefähr neun Kilometern. Weitere Straßenverbindungen bestehen mit Foussemagne und Novillard.
Petit-Croix besitzt einen Haltepunkt an der Bahnstrecke Paris–Mulhouse, an dem Züge des TER Grand Est und TER Bourgogne-Franche-Comté halten.